# ジャージー・イワノウ・シャウノビッチ
ジャージー・イワノウ・シャウノビッチ（ギリシア語: Γεώργιος Ιβάνωφ-Σαϊνόβιτς、ラテン文字転写：Georgios Ivanof-Sainovits、1911年12月14日 - 1943年1月4日）は、ポーランド出身の水球選手、水泳選手。第二次世界大戦中に活躍したギリシャの反ナチス組織の破壊工作員である。戦後に作られた映画や小説から戦後は「エージェントNr.1」「ポーランドのジェームズ・ボンド」などと呼ばれた。

## 人物
ロシア人とポーランド人のハーフでギリシャで育ちフランスの学校に留学していた経歴から多言語話者で母語のポーランド語の他に英語、ロシア語、フランス語、ドイツ語、ギリシャ語を話せたことからイワノウ、イワノフなど名前の読み方はロシア語とポーランド語とギリシャ語の間で表記の揺れがある。

## 生活
ジャージー・イワノウ・シャウノビッチは、1911年12月14日にワルシャワで、ロシア軍の大佐ウラジミール・イワノフ伯爵とポーランド人の母親の息子として生まれた。彼の両親はすぐに離婚した。彼の母親はギリシャ人のイオアニス・ランブリニディスと結婚し、1926年夫妻共にギリシャ北部のテッサロニキに移住した。
彼はGSイラクリス・テッサロニキスポーツクラブのアスリートになり、著名な水泳選手になった。1934年、彼は100メートルのフリースタイルでギリシャのチャンピオンになった。1935年にポーランド市民になった後、彼はAZSワルシャワの水球チームとポーランド国立水球チームの一員となり、1938年にポーランドのトップ水球選手に選ばれた。 また、ルーヴェン大学で農業工学部を卒業し、その後パリのコロニアル農業国立学校（ENSAC）で大学院課程を修了した後、ギリシャに戻った。 

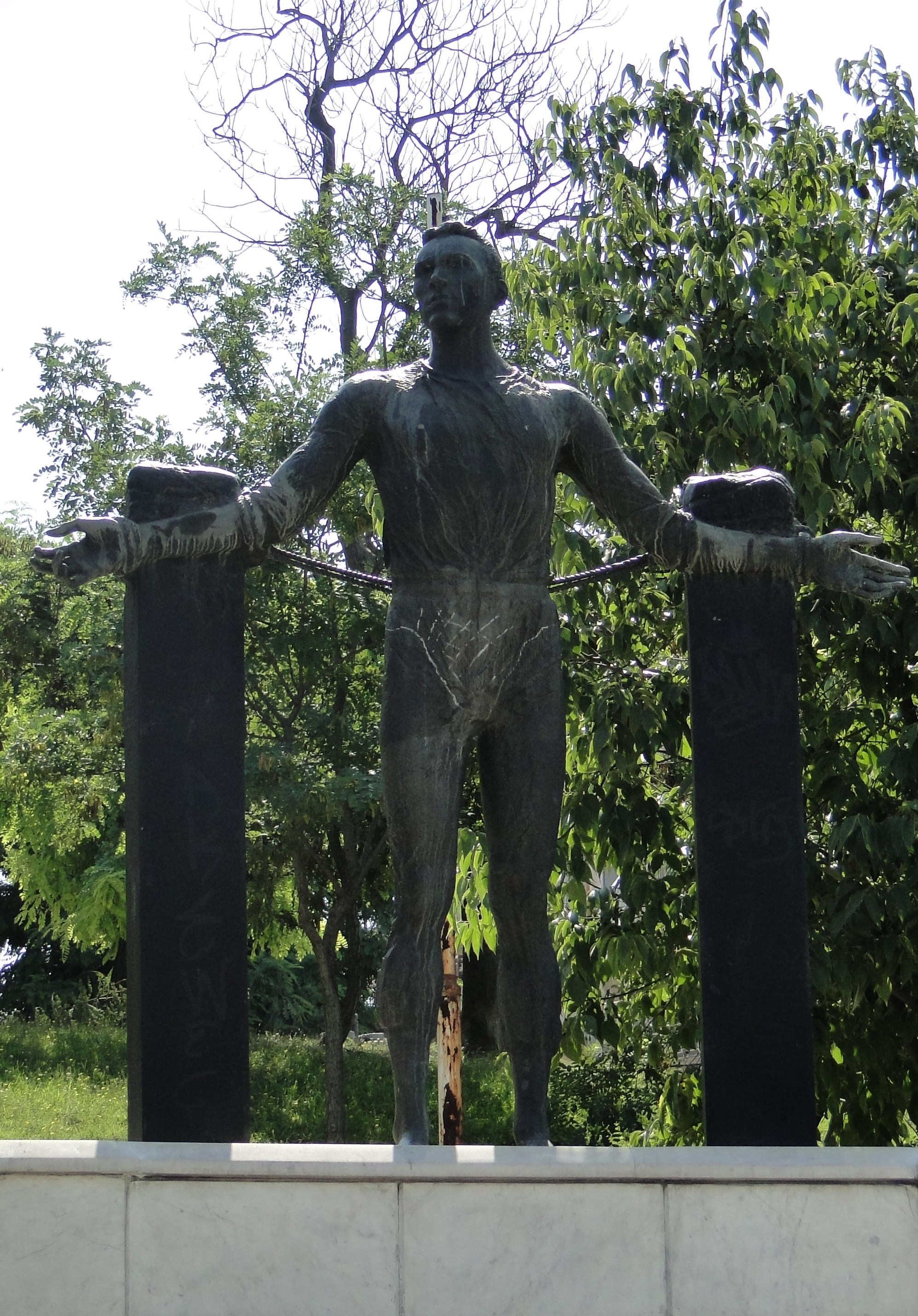
テッサロニキにあるイワノウの像

第二次世界大戦の勃発とナチス・ドイツのポーランド侵攻により、彼はテッサロニキに逃れて来てポーランド難民の避難支援組織を手伝い、1940年にポーランドの諜報機関に参加した。1941年4月にドイツのギリシャ侵攻の後は中東に逃れて、そこで西部ポーランド軍に加わった。そこで彼は、ギリシャで諜報活動のためにポーランドとイギリスの諜報機関によって選ばれた。1941年10月13日、イギリスの潜水艦HMSサンダーボルト（N25）に乗ってアッティカの海岸に上陸してアテネへ潜入した。ギリシャのレジスタンスでの彼の活躍は驚異的だった、ギリシャの軍事的および政治的状況、現在ドイツ人によって使用されているギリシャの戦争産業、および船と鉄道のスケジュールについて報告する連合国のための広範な情報ネットワークを確立することは別として、彼は数多くの妨害任務に従事した。
彼は、ドイツ軍の航空機エンジンの修理工場に潜入してエンジンオイルに砂糖を入れる破壊工作を行い400台を超えるエンジンに悪影響を与え、エンジンの誤動作による複数のドイツ航空機の墜落事故を引き起こした。後にドイツ軍のUボートU-133とU-372の沈没にも関わったとされる。ただし、Uボートの沈没に関しては戦後の小説と映画での創作と言われている。仲間だったコンスタンティノス・パントスの裏切りによって、初めてゲシュタポに捕まった時は3日後に脱走した。その後、ドイツ軍はは彼に500,000ドラクマの懸賞金をかけた。彼は1942年9月8日に別の仲間の裏切りによって捕えられ、12月2日にドイツの軍事裁判で三重の死刑を宣告された。彼は1943年1月4日にカイサリアニ射撃場で処刑された。

## メモリー

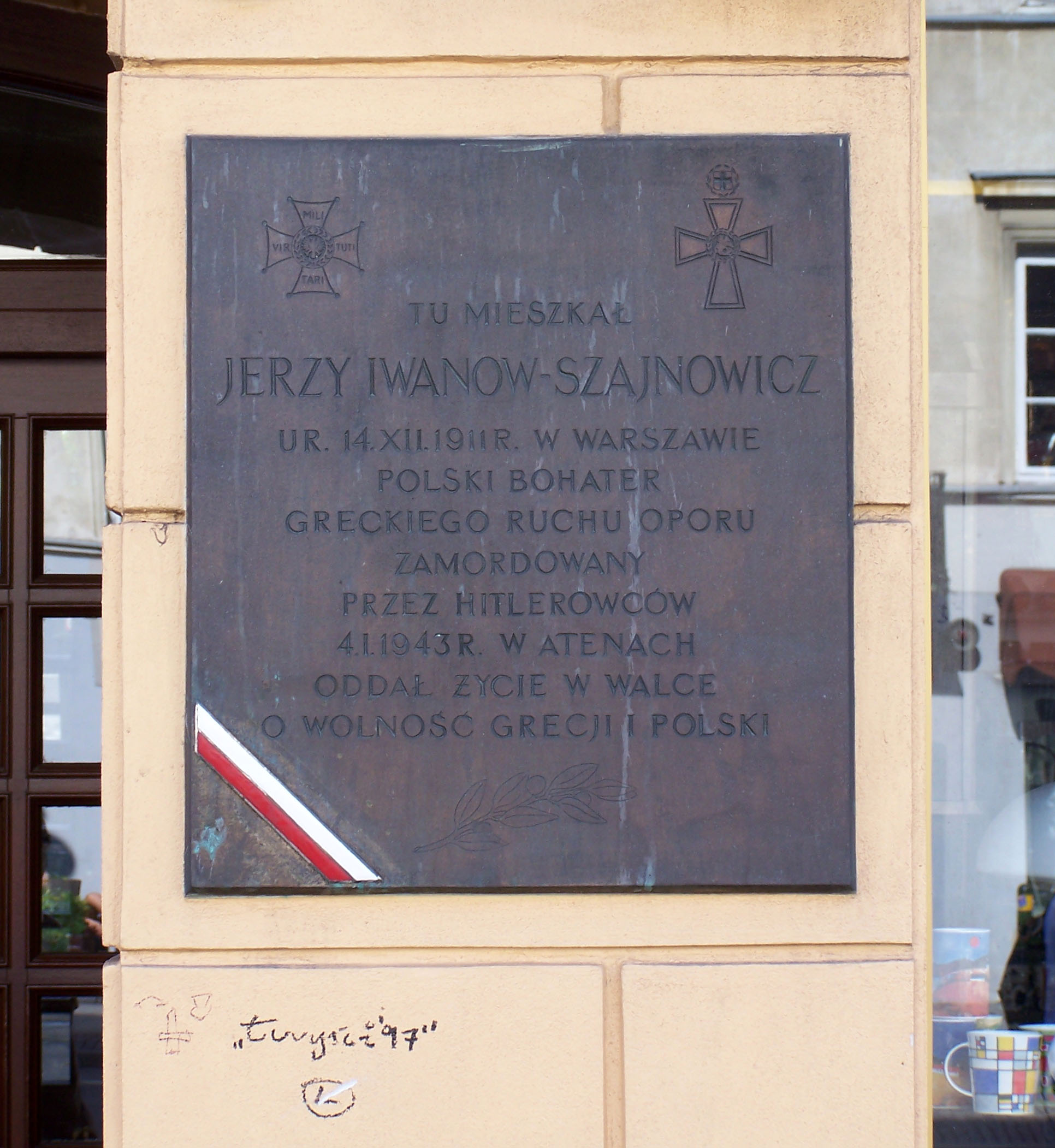
イワノウがワルシャワに住んでいた家の記念の盾

1944年12月5日、地中海の連合軍最高司令官であるハロルド・アレグザンダー元帥が母親に感謝の意を表した。1945年3月30日、ポーランド亡命政府は勇気の十字架勲章を授与した。 1962年3月5日、彼はポーランド軍への奉仕で英国政府からも表彰され、1976年5月25日、ギリシャで最高の勲章である黄金勇気の十字架勲章を授与された。1972年、彼の人生はポーランド人民共和国でエージェント Nr 1として映画化された。
ギリシャでは、彼の偉業はテッサロニキに建っている銅像や、1953年以来毎年開催されている水泳大会「イワノフェイア」によってさらに称えられている。ギリシャのテッサロニキにある屋内スポーツアリーナは彼に敬意を表してイワノフェイオ・スポーツアリーナと命名されている。